# Hopetounia
Hopetounia là một chi bướm đêm thuộc họ Erebidae.

## Các loài
- Hopetounia albida Hampson, 1926
- Hopetounia carda Swinhoe, 1902
- Hopetounia pudica Lower, 1903